# Il cappello di paglia di Firenze
Il cappello di paglia di Firenze (deutsch: Der Florentiner Strohhut, auch Der Florentinerhut oder Der Florentiner Hut) ist eine komische Oper (Originalbezeichnung: „Farsa musicale“) in vier Akten von Nino Rota (Musik) mit einem Libretto von Nino und Ernesta Rota nach dem Vaudeville Un chapeau de paille d’Italie (1851) von Eugène Labiche und Marc Antoine Amédée Michel. Sie entstand in den Jahren 1944/1945 und wurde am 21. April 1955 im Teatro Massimo in Palermo erstmals aufgeführt.

## Handlung
Die Hochzeit Fadinards und Elenas steht bevor. Doch dem Bräutigam ist ein Missgeschick passiert: Sein Pferd hat den Strohhut einer Dame gefressen, und nun muss er unter allen Umständen identischen Ersatz herbeischaffen. Immer gefolgt von der Hochzeitsgesellschaft gerät er von einer turbulenten Lage in die nächste.

### Erster Akt
Salon in Haus Fadinards.
Im Hintergrund eine zweiflügelige Eingangstür, die zur Treppe führt. An den Seiten im Vordergrund zwei Türen. Eine andere Tür zum Brautgemach. Fenster mit Blick auf den Platz.
Szene 1. Vézinet, der taube Onkel der Braut, betritt das Zimmer mit einer Hutschachtel, die er dem Diener Felice übergibt. Darin befindet sich sein Hochzeitsgeschenk. Felice bringt die Schachtel fort.
Szene 2. Fadinard kommt herein und erzählt Vézinet von seinem Missgeschick: Beim Heimweg mit der Kutsche hatte ihm ein Ast die Peitsche aus der Hand geschlagen. Er musste anhalten und ein Stück zurücklaufen, um sie zu holen. Unterdessen nutzte sein Pferd die Gelegenheit, einen an einem Zweig hängenden Strohhut anzuknabbern. Er hörte eine Frau schimpfen und wollte sich entschuldigen. Doch als deren militärischer Liebhaber dazwischen trat und anfing, ihn zu beleidigen, lief das Pferd erschrocken los. Fadinard zeigt seinem Onkel die kümmerlichen Reste des Huts. Doch Vézinet hat kein Wort verstanden. Er verabschiedet sich von Fadinard, um vor dem Essen noch eine Schokolade zu trinken und geht.
Szene 3. Allein geblieben, ist Fadinard froh, dass er in einer Stunde verheiratet sein wird. Dann kann ihm sein Schwiegervater nicht mehr dazwischenfunken. Er öffnet die Tür zum Brautgemach und schwelgt in Vorfreude auf die kommende Nacht. Doch schon kündigt Lärm das Nahen der Hochzeitsgesellschaft an.
Szene 4. Anstelle der erwarteten Verwandten erscheinen Anaide und ihr Liebhaber Emilio. Fadinard erkennt sie sofort als die Besitzerin des gefressenen Strohhuts. Er bietet ihr einen Stuhl an, stellt fest, dass er die beiden nicht so leicht wieder los wird und entschuldigt sich für die Gefräßigkeit seines Pferdes. Emilio lässt sich jedoch nicht so einfach besänftigen. In einem Wutanfall wirft er einen Stuhl zu Boden und droht, die Wohnung nicht eher zu verlassen, als bis Fadinard einen identischen Hut herbeigeschafft hat. Fadinard ruft seinen Diener Felice herbei, gibt ihm den Hutfetzen und schickt ihn zum Modegeschäft, um einen neuen Hut zu kaufen. Als draußen die Geräusche einer Kutsche zu hören sind, gerät Fadinard in Panik. Sein zukünftiger Schwiegervater darf auf keinen Fall eine fremde Frau in seiner Wohnung vorfinden. Er versteckt die beiden Besucher in den Nebenzimmern.
Szene 5. Fadinards Braut Elena kommt mit ihrem Vater Nonancourt herein. Sie trägt bereits ihr Brautkleid mit Schleier, Krone und einem Blumenstrauß. Nonancourt wirft Fadinard sogleich vor, die Gäste vernachlässigt zu haben. Dann klagt er über seine schmerzenden Füße und zu engen Schuhe und macht sich auf die Suche nach bequemeren Sandalen. Fadinard hat Mühe, ihn vom Betreten der beiden Nebenzimmer abzuhalten. Nonancourt zieht sich schließlich ins Brautgemach zurück.
Szene 6. Endlich allein, schwelgen Fadinard und Elena ihrer Liebe.
Szene 7. Doch schon kehrt Nonancourt zurück und erwischt die beiden in flagranti. Nach einer kurzen Schelte macht er sich mit seiner Tochter auf den Weg zum Amt. Fadinard verspricht, in Kürze zu folgen. Von draußen hört man die restliche Hochzeitsgesellschaft singen.
Szene 8. Fadinard versucht, Anaide und Emilio aus seiner Wohnung zu bekommen, wird aber von der Rückkehr Felices unterbrochen, dem es nicht gelungen ist, einen identischen Hut aufzutreiben. Anaide und Emilio sind entsetzt: Wenn sie ohne ihren Hut heimkehrt, sind sie verloren, da ihr Ehemann außerordentlich eifersüchtig und gewalttätig ist. Anaide kann das keinesfalls wagen, und Emilio will sie nicht allein zurücklassen. Also werden sie im Haus Fadinards bleiben, bis dieser Ersatz geliefert hat. Da alles Flehen wegen seiner Hochzeit nichts nützt und Emilio gar mit einem Duell droht, bleibt Fadinard nichts übrig, als sich selbst auf die Suche zu begeben. In diesem Moment kehrt Nonancourt zurück. Emilio und Anaide verstecken sich wieder.
Szene 9. Nonancourt bringt einen blühenden Orangenzweig mit – das Symbol der ehelichen Liebe. Hinter ihm drängen die Hochzeitsgäste herein. Fadinard geleitet sie wieder hinaus. Anaide und Emilio rufen ihm nach: „Der Hut! – Ein Duell!“, und Emilio gibt einen Warnschuss ab.

### Zwischenspiel zum zweiten Akt
Ein Modisten-Laden
Szene 1. Die Modistinnen schwatzen bei der Arbeit. Ihre Chefin fordert Ruhe.
Szene 2. Fadinard betritt den Laden, zeigt der Modistin die Reste des Strohhuts und fragt nach einem identischen Hut. Die Modistin erinnert sich, dass sie erst gestern einen solchen Hut an ihre beste Kundin, die Baronin von Champigny, verkauft hatte. Nachdem Fadinard deren Adresse erfahren hat, eilt er davon. Draußen hört man die Kutschen der ihm folgenden Hochzeitsgesellschaft.

### Zweiter Akt
Zentrales Zimmer im Haus der Baronin von Champigny
Im Hintergrund öffnen sich zwei große Türen zum Esszimmer; der Eingang ist auf der rechten Seite, und auf der linken ein breiter Korridor zu den Apartments. Im Vordergrund der Szene ein Klavier. Beim Öffnen des Vorhangs sind die Türen im Hintergrund weit aufgerissen, und man sieht im Esszimmer einen reich gedeckten Tisch.
Szene 1. Die Baronin hat zu einer Abendgesellschaft eingeladen. Sie erzählt dem als ersten eingetroffenen Stutzer Achille di Rosalba, dass der berühmte Geiger Minardi aus Florenz eingetroffen sei und als Lohn für sein Spiel lediglich eine Blume verlange.
Szene 2. Fadinard nähert sich schüchtern der Eingangstür. Als Achille ihn nach seinem Namen fragt, zögert er und meint lediglich, er wolle die Baronin sprechen. Achille lässt ihn dennoch ein, da er ihn für Minardi hält.
Szene 3. Nachdem Achille sich in die Apartments zurückgezogen hat, überlegt Fadinard, wie er der Baronin sein Anliegen vorbringen kann. Zugleich denkt er daran, dass seine Verwandten nun ein Festessen im Restaurant erwarten und daheim ein Wahnsinniger droht, ihn zu töten.
Szene 4. Die elegant gekleidete Baronin tritt ein, eine Blume auf der Brust. Fadinards verlegenes Hüsteln bietet Anlass zu einem Gespräch über das Wetter in Florenz, Italien und die italienische Musik. Fadinard versucht, das Thema auf den Hut zu bringen und bittet die Baronin um ein Geschenk. Diese überreicht ihm ihre Blume.
Szene 5. Während Fadinard verdutzt die Blume betrachtet, erscheinen die festlich gekleideten Gäste der Abendgesellschaft. Die Baronin stellt ihnen Fadinard als den Geigenvirtuosen Minardi vor. Fadinard versucht vergeblich, den Irrtum aufzuklären. Sein Stammeln wird von den Gästen als Bescheidenheit ausgelegt.
Szene 6. Achille überreicht Fadinard eine Geige – eine Stradivari, auf der bereits Tartini gespielt hatte. Fadinard nimmt all seinen Mut zusammen, schmeichelt der Baronin und bittet sie um den Hut. Belustigt entfernt sich die Baronin, um ihn zu holen.
Szene 7. In der Zwischenzeit treffen auch Nonancourt und die Hochzeitsgesellschaft ein, die nicht länger auf Fadinard warten wollten. Sie haben das Haus durch den Kücheneingang betreten und machen sich nun über das Büfett der Baronin her, das sie für Fadinards Hochzeitsessen halten. Weil Fadinard sie nicht aufhalten kann, schließt er die Türen zum Esszimmer. Nur Nonancourt, dessen Füße immer noch schmerzen, lässt sich auf eine Couch nieder.
Szene 8. Die Baronin überreicht Fadinard eine große Hutschachtel. Der stellt ihr Nonancourt als seinen Begleiter vor. Die Baronin ruft nach ihren Gästen, um die Darbietung beginnen zu lassen.
Szene 9. Fadinard öffnet ungeduldig die Schachtel. Zu seinem Entsetzen enthält diese einen schwarzen Federhut. Verzweifelt fordert er die Baronin auf, ihm stattdessen den Florentiner Strohhut zu bringen. Während die Gäste verwundert herüberschauen, erklärt die Baronin, dass sie den Strohhut schon gestern ihrer Patentochter, der Madame Beaupertuis, gegeben hatte. Fadinard weiß nicht, dass es sich bei dieser um Anaide handelt, deren Hut bereits von seinem Pferd gefressen wurde. Er lässt sich die Adresse geben und will sofort los eilen, wird aber von der Baronin und den Gästen aufgehalten, die erst sein Geigenspiel hören wollen. Da öffnen sich die Türen zum Esszimmer, und die Hochzeitsgesellschaft strömt grölend herein. Vom Büfett ist nichts mehr übrig. Elena bringt ihrem Bräutigam Fadinard noch ein Glas Wein. Die Baronin und ihre Gäste sind völlig verwirrt.
Szene 10. Nun erscheint auch der echte Minardi mit seiner Geige und fängt an zu spielen. Die Männer der Hochzeitsgesellschaft zwingen einige der geladenen Damen zum Tanz, Nonancourt versucht, die Baronin zu umarmen, und Elena verfolgt Fadinard mit dem Weinglas. Der drängt seine Verwandten zum eiligen Aufbruch, während die Gäste der Baronin nach der Polizei rufen.

### Dritter Akt
Ein Zimmer im Haus von Beaupertuis
Eine Eingangstür. Eine Tür zum Schlafzimmer, eine andere zum übrigen Teil der Wohnung. Im Erdgeschoss im Vordergrund der Szene ein offener Schirm. Ein Alkoven mit geschlossenem Vorhang, ein Kamin mit einem heißen Kochtopf.
Szene 1. Beaupertuis sitzt im Morgenrock vor dem Schirm und wäscht seine Füße in einem Becken mit heißem Wasser. Er lamentiert über die unerwartet lange Abwesenheit seiner Frau und überlässt sich Eifersuchtsgefühlen.
Szene 2. Fadinard trifft ein, ignoriert die abweisenden Worte des Hausherrn und verlangt nachdrücklich, dessen Frau zu sprechen. Er sei bereit, jeden Preis für einen gewissen Gegenstand zu zahlen, werde ihn notfalls aber auch stehlen. Weil der so überrumpelte Beaupertuis kein Wort versteht, macht sich Fadinard selbst im Haus auf die Suche nach dem Hut.
Szene 3. Auch Nonancourt und Vézinet erscheinen in der Tür, da sie es leid sind, ständig auf den Bräutigam zu warten. Sie glauben, sich in dessen eigener Wohnung zu befinden. Vézinet legt sich im Kabinett schlafen, und Nonancourt nutzt die Gelegenheit, seine unbequemen Schuhe gegen die Beaupertuis’ auszutauschen. Dann geht er nach draußen, um die Hochzeitsgäste zu holen und für den Hochzeitsritus zum Brautbett zu führen. Ohne Nonancourt oder Vézinet zu bemerken, zieht Beaupertuis selbst die zu engen Schuhe Nonancourts an.
Szene 4. Nachdem Fadinard das Schlafzimmer durchwühlt hat, begibt er sich zum Zimmer auf der anderen Seite. Beaupertuis folgt ihm fluchend.
Szene 5. Nonancourt führt Elena und die Frauen der Hochzeitsgesellschaft herein. Eine von ihnen trägt den Orangenzweig. Nonancourt, der glaubt, dass sich Fadinard hinter dem Schirm auszieht, lädt die Frauen zum Schlafgemach. Elena fleht ihn an, sie nicht alleine zu lassen. Die Frauen führen sie fast gewaltsam in das Schlafzimmer. Nonancourt macht sich auf, ihnen zu folgen.
Szene 6. Fadinard kommt zurück ins Zimmer und trifft auf seinen Schwiegervater, der ihn auffordert, sich für den Hochzeitsritus auszuziehen, und ihm ins Schlafzimmer vorausgeht.
Szene 7. Beaupertuis trifft erneut auf Fadinard. Er zieht eine Waffe, um den unerwünschten Eindringling zur Rede zu stellen. Es gelingt Fadinard nach einem kurzen Kampf, sie ihm zu entreißen. Dann erzählt er Beaupertuis die Geschichte des Strohhuts. Obwohl Fadinard keinen Namen nennt, erkennt Beaupertuis, dass es sich bei der Besitzerin um seine eigene Ehefrau handelt. Er fordert Fadinard auf, sofort mit ihm in seine Wohnung zu gehen. Doch ein Ruf Elenas aus dem Schlafzimmer lässt ihn glauben, dass seine Frau bereits zurückgekehrt ist. Er läuft ins Schlafzimmer. Elena schreit entsetzt auf.
Szene 8. Die Frauen der Hochzeitsgesellschaft kommen aufgeregt aus dem Schlafzimmer, unter ihnen die zerzauste Elena ohne ihren Schleier. Beaupertuis und Nonancourt folgen. Allmählich klärt sich die Lage auf. Die Frauen verlassen die Wohnung. Beaupertuis verlangt nun im Gegenzug die Adresse von Fadinards Wohnung, um seine Frau zur Rede zu stellen. Fadinard redet sich heraus, doch sein Schwiegervater nennt die Adresse. Nachdem auch Vézinet sein Schläfchen im Alkoven beendet hat, eilen die ungebetenen Gäste hinaus. Beaupertuis ergreift seine Waffe und folgt ihnen humpelnd in den unbequemen Schuhen Nonancourts.

### Zwischenspiel zum vierten Akt
Eine Straße am späten Abend
Einzige Szene. Elena und Nonancourt ziehen mit der ganzen Hochzeitsgesellschaft müde durch die Straßen. Sie wissen nicht wohin, und zu allem Überfluss fängt es an zu regnen.

### Vierter Akt
Nachts an einem Platz vor Fadinards Haus
Eine Laterne beleuchtet die Szene. Sie hängt an einer Schnur, die diagonal vom Erdgeschoss auf der linken Seite zum dritten Stock auf der rechten gespannt ist. Mehrere Straßen führen auf den Platz. Links vorne befindet sich das Schilderhaus eines Wachpostens. Rechts im Vordergrund das Haus Fadinards. Im Hintergrund ein Gasthaus.
Szene 1. Als die Glocke 11 Uhr schlägt, leitet ein Korporal den Wachwechsel ein.
Szene 2. Allein zurückgeblieben beklagt sich der neue Wachmann über das heranziehende Gewitter. Er zieht sich in das Schilderhaus zurück. Es donnert und blitzt.
Szene 3. Die völlig erschöpfte Hochzeitsgesellschaft sucht noch immer nach Fadinards Wohnung. Auch der Bräutigam wird vermisst. Nonancourt fragt den Wachmann nach dem Weg – doch der ist im Dienst und darf nicht antworten. Die gesamte Gesellschaft ruft lautstark in Richtung der Häuser, um zu erfahren, auf welchem Platz sie sich befinden. Als einzige Antwort schüttet ein Bewohner einen Eimer Wasser über sie aus.
Szene 4. Von dem Lärm aufgeschreckt kommt Felice aus Fadinards Haus auf der rechten Seite. Auch er weiß nicht, wo sein Herr ist. Jetzt hat Nonancourt genug von dem Theater. Er beschließt, nach Charanton zurückzukehren und fordert von Felice die Hochzeitsgeschenke zurück. Die durstige Gesellschaft folgt Felice ins Haus.
Szene 5. Elena versichert ihrem Vater, dass sie Fadinard immer noch liebe und auf ihn warten wolle.
Szene 6. Endlich erscheint auch Fadinard, nachdem es ihm gelungen ist, seinen Verfolger abzuhängen. Er verwirrt Elena und Nonancourt mit der Warnung, das er von einem Ehemann verfolgt werde, der seine Frau töten wolle.
Szene 7. Felice und die Hochzeitsgäste tragen die Geschenke samt der Hutschachtel aus dem Haus. Während Nonancourt und Elena Fadinard den Grund erklären, nimmt Vézinet die Hutschachtel mit der Bemerkung an sich, sie enthalte einen wertvollen Florentiner Strohhut. Fadinard jubiliert zutiefst erleichtert über diese Entdeckung. Unterdessen nimmt Nonancourt unbemerkt von ihm den Hut heraus. Fadinard greift nach der Schachtel und läuft damit wie wahnsinnig ins Haus.
Szene 8. Nonancourt, der Fadinard nun für vollkommen verrückt hält, beschließt, die Hochzeit endgültig abzusagen. Doch aus der Abreise wird nichts, denn der Korporal erscheint mit der Wache und verhaftet die gesamte Gesellschaft als vermeintliche Diebe, darunter auch Felice und Nonancourt, der immer noch den Hut hält. Nur ein Wachmann bleibt zurück.
Szene 9. Fadinard führt Anaide und Emilio aus dem Haus. Er öffnet die Hutschachtel und bemerkt zu seinem Entsetzen, dass sie leer ist. Auch seine Braut, sein Schwiegervater und die Hochzeitsgäste sind fort. Nachdem sie durch den Wachmann von der Verhaftung erfahren haben, verspricht Emilio, sich darum zu kümmern, denn er kenne den Marschall. Der Wachmann stellt sein Gewehr ab, hängt seinen Mantel daran und geht ins Gasthaus.
Szene 10. Anaides Ehemann Beaupertuis trifft in einer Kutsche ein. Um Anaide zu schützen, wirft Fadinard ihr den Mantel des Wachmanns über und nimmt dessen Gewehr an sich. Er weist Beaupertuis den Weg in seine Wohnung. Da kehrt Emilio glücklich mit dem wiedererlangten Hut zurück. Er wirft ihn Anaide zu – doch der Hut verfängt sich im Seil nahe der Laterne. Fadinard versucht vergeblich, ihn mit einem Schirm herunterzustoßen. Emilio fängt an, das Seil mit seinem Schwert durchzusägen. Doch schon kommt Beaupertuis aus der Wohnung, da er seine Frau dort nicht vorgefunden hat. Auch der Wachmann kehrt zurück und findet zu seinem Erstaunen sein Schilderhaus besetzt vor. Nun hat Emilio das Seil durchtrennt, die Laterne fällt herab, und die Szene verfinstert sich. Der Wachmann ruft zu den Waffen.
Szene 11. Hausbewohner, Wachen und die ganze Hochzeitsgesellschaft versammeln sich auf dem Platz. Während des folgenden Durcheinanders gelingt es Fadinard endlich, Anaide den Hut zuzuwerfen. Diese gibt sich ihrem Gatten zu erkennen und wirft ihm vor, durch die Straßen zu ziehen, während sie bei ihrer Cousine warte.
Szene 12. Nachdem alles aufgeklärt ist, beruhigt sich auch Nonancourt wieder. Jetzt ist er stolz auf seinen Schwiegersohn, der sich als echter Kavalier erwiesen habe. Auf Fadinards Bitten lässt auch der Korporal die Hochzeitsgäste wieder frei. Alle umarmen Fadinard. Nur Vézinet wundert sich, dass Anaide seinen Hut trägt. Während alle feiern, nutzt das Pferd die Gelegenheit, auch nach diesem Hut zu schnappen – aber ein Gast kann ihn retten. Alle gehen zufrieden nach Hause.

## Gestaltung

### Instrumentation
Die Orchesterbesetzung der Oper enthält die folgenden Instrumente:
- Holzbläser: zwei Flöten (2. auch Piccolo), zwei Oboen, zwei Klarinetten, zwei Fagotte
- Blechbläser: zwei Hörner, zwei Trompeten, zwei Posaunen, Tuba
- Pauken, Schlagzeug: Becken, Große Trommel, Kleine Trommel, Tamtam, Uhrglocke
- Harfe
- Celesta
- Streicher
- Bühnenmusik: Violine, Trompete

### Musik
Das Libretto ist eine Mischung aus Prosa und Versen. Die Musik ist durchkomponiert, und es gibt kaum Orchesterzwischenspiele. Werk ist streng symmetrisch aufgebaut, doch gibt es keine Strophenformen. Der Komponist integrierte Zitate aus seinen eigenen Filmmusiken wie Raffaello Matarazzos Il birichino di papà, Mario Soldatis Le miserie del signor Travet (Die Nöte des Signor Travet) oder Federico Fellinis Lo sceicco bianco (Die bittere Liebe), aber auch von Gioachino Rossini (z. B. Il barbiere di Siviglia), Gaetano Donizetti, Vincenzo Bellini, Jacques Offenbach, Giacomo Puccini, Johann Strauss oder Richard Strauss. Die Musik wirkt stellenweise atemlos. Die Rezitative erinnern an den Stil der Opéra-comique. Stilistisch bediente sich Rota auch bei der Opera buffa, einer ironisch verfremdeten Form des Verismo und der Wiener Operette. Die Musik ist durchgängig tonal, die Instrumentation durchsichtig. Das Schlagzeug wird nur wenig genutzt. Zudem gibt es als Kontrast „lyrische Ruhepunkte.“ Der Musikkritiker Ulrich Schreiber betrachtete Rotas Il cappello di paglia di Firenze als „Meisterwerk“ in der „musikdramaturgischen Balance seiner Bestandteile“.

## Werkgeschichte
Das Libretto erstellte der Komponist Nino Rota selbst zusammen mit seiner Mutter Ernesta Rota. Es basiert auf dem Vaudeville Un chapeau de paille d’Italie von Eugène Labiche und Marc Antoine Amédée Michel, das 1851 erschien und seitdem vielfach verarbeitet wurde. Stilistisch liegt die Vorlage zwischen den Vaudevilles von Eugène Scribe und den Komödien Georges Feydeaus. Bereits 1927 verarbeitete sie der Regisseur René Clair in seinem Stummfilm Der Florentiner Hut, in dem er die Handlung der Gegenwart annäherte. Am bekanntesten wurde Wolfgang Liebeneiners Filmfassung Der Florentiner Hut von 1939 mit Heinz Rühmann in der Hauptrolle.
Rota komponierte seine Oper in den Jahren 1944/45, stellte die Instrumentierung aber erst 1955 anlässlich der Uraufführung fertig.
Die musikalische Leitung der Uraufführung am 21. April 1955 im Teatro Massimo in Palermo hatte Jonel Perlea. Die Regie stammte von Corrado Pavolini. Die Solisten waren Nicola Filacuridi (Fadinard), Alfredo Mariotti (Nonancourt), Guglielmo Ferrara (Beaupertuis), Renato Ercolani (Onkel Vézinet), Otello Borgonovo (Emilio), Mario Ferrara (Felice), Vittorio Pandano (Achille di Rosalba), Gaetano Crinzi (Wache), Leonardo Ciriminna (Korporal), Carmelo Alongi (Minardi), Ornella Rovero (Elena), Mafalda Micheluzzi (Anaide), Anna Maria Rota (Baronin von Champigny), Luisa Talamini (Modistin). Die Aufführung war ein großer Erfolg.
Il cappello di paglia di Firenze erwies sich als das erfolgreichste Bühnenwerk Rotas. Erwähnenswerte Aufführungen gab es in folgenden Städten:
- 1956 Venedig[1]
- 1957 Bari[1]
- 1957 Karlsruhe (deutsch von Joachim Popelka)[1]
- 1958 Piccola Scala Mailand (Regie: Giorgio Strehler, Dirigent: Nino Sanzogno; Alvino Misciano (Fadinard), Elena Rizzieri (Elena), Jolanda Gardino (Baronin))[1]
- 1963 Wien[1]
- 1974 Stockholm[1]
- 1977 Santa Fe (NM)[1]
- 1980 Camden-Festival (Dirigent: James Judd, Regie: Anthony Besch)[1]
- 1985 Treviso[1]
- 1987 Reggio nell’Emilia (Dirigent: Bruno Campanella, Regie: Pier Luigi Pizzi)[1]
- 1988 Théâtre du Châtelet Paris (Übernahme der Produktion aus Reggio nell’Emilia)[1]
- 1987 Palermo[6]
- 1991 Osnabrück[6]
- 1998 Teatro alla Scala Mailand[3]
- 1999 Lyon[3]
- 2001 Wiener Kammeroper[3]
- 2004 Teatro Regio di Torino[3]
- 2023 Opernhaus Graz[7]

## Aufnahmen
- 1975 (Studio-Aufnahme): Nino Rota (Dirigent), Orchestra Sinfonica di Roma, Coro Sinfonica di Roma. Ugo Benelli (Fadinard), Alfredo Mariotti (Nonancourt), Mario Basiola (Beaupertuis), Mario Carlin (Onkel Vézinet), Giorgio Zancanaro (Emilio), Pier Francesco Poli (Felice), Sergio Tedesco (Achille di Rosalba), Angelo Mercuriali (Wache), Enrico Campi (Korporal), Daniela Mazzuccato-Meneghini (Elena), Edith Martelli (Anaide und Modistin), Viorica Cortez (Baronin von Champigny). RCA RL 31153 (2 LP).[8]:16062
- 6. März 1976 (live aus Brüssel): Elio Boncompagni (Dirigent), Orchester und Chor des Théâtre de la Monnaie. Eduardo Giménez (Fadinard), Gianni Socci (Nonancourt), Federico Davià (Beaupertuis), Augusto Pedroni (Onkel Vézinet), Manuel Gonzales (Emilio), Mariella Devia (Elena), Magda Olivero (Baronin von Champigny). Gala GL 100.547 (2 CD).[8]:16063
- 1998 (Video; live aus Mailand): Bruno Campanella (Dirigent), Pier Luigi Pizzi (Inszenierung), Orchester und Chor des Teatro alla Scala. Juan Diego Flórez (Fadinard), Giovanni Furlanetto (Nonancourt), Alfonso Antoniozzi (Beaupertuis und Emilio), Ernesto Gavazzi (Onkel Vézinet), Iorio Zennaro (Felice), Sergio Tedesco (Achille di Rosalba), Aldo Bottion (Wache), Giuseppe De Luca (Korporal), Gianluca Scandola (Minardi), Elizabeth Norberg-Schulz (Elena), Adelina Scarabelli (Anaide), Francesca Franci (Baronin von Champigny), Anna Zoroberto (Modistin).[8]:16064